# Società Sportiva Campobasso 1983-1984
Questa voce raccoglie le informazioni riguardanti la Società Sportiva Campobasso  nelle competizioni ufficiali della stagione 1983-1984.

## Stagione
Al suo secondo anno di Serie B, con una squadra quasi identica rispetto all'anno prima (lasciano Campobasso Biagetti, Calcagni, Mancini e l'idolo Biondi mentre ritorna Trevisan e arriva Guido Ugolotti), parte bene con la possibilità di centrare la Serie A. Con la continuità di risultati sia in casa che in trasferta, all'11ª giornata battendo l'Arezzo per 1-0 con gol di D'Ottavio si issa al comando della classifica. L'entusiasmo fu così grande, che alla successiva trasferta di Como viene organizzato un treno dai tifosi: in riva al lago arrivarono 3000 supporters rossoblù (partita persa 3-0). Nel successivo scontro diretto con la Cremonese (partita resa possibile per i tifosi che spalarono la neve), al gol di Maestripieri risponde un giovane Gianluca Vialli. All'ultima prima della sosta natalizia, contro il Monza, con la vittoria la squadra riacciuffa la vetta della classifica per la 15ª giornata, da lì in poi cala nella seconda parte di campionato. Fino alla 26ª giornata è terzo, poi la differenza di risultati tra casa e fuori (imbattuto sul terreno amico, solo una vittoria e sette pareggi fuori) determinano la fine dei sogni promozione chiudendo 7º (5° a pari merito con Arezzo e Padova, 7° per differenza reti), a soli cinque punti dal possibile traguardo della Serie A.

## Divise e sponsor
Lo sponsor tecnico per la stagione 1983-1984 è stato Ennerre, mentre lo sponsor ufficiale Occhionero.
| Casa | Trasferta |

## Rosa
| N. |                      | Ruolo | Calciatore                  |
| -- | -------------------- | ----- | --------------------------- |
|    | Argentina (bandiera) | P     | Walter Ciappi               |
|    | Italia (bandiera)    | P     | Vincenzo Nunziata           |
|    | Italia (bandiera)    | P     | Sandro Di Vicoli            |
|    | Italia (bandiera)    | D     | Luigi Ciarlantini           |
|    | Italia (bandiera)    | D     | Gilberto Mancini            |
|    | Italia (bandiera)    | D     | Carmelo Parpiglia           |
|    | Italia (bandiera)    | D     | Domenico Progna             |
|    | Italia (bandiera)    | D     | Michele Scorrano (capitano) |
|    | Italia (bandiera)    | D     | Angelo Trevisan             |
|    | Italia (bandiera)    | C     | Alderisio Bartolomeo        |
|    | Italia (bandiera)    | C     | Raffaele Di Risio           |

| N. |                   | Ruolo | Calciatore         |
| -- | ----------------- | ----- | ------------------ |
|    | Italia (bandiera) | C     | Giuseppe Donatelli |
|    | Italia (bandiera) | C     | Mario Donatelli    |
|    | Italia (bandiera) | C     | Luca Evangelisti   |
|    | Italia (bandiera) | C     | Mario Goretti      |
|    | Italia (bandiera) | C     | Marco Maestripieri |
|    | Italia (bandiera) | C     | Primo Maragliulo   |
|    | Italia (bandiera) | C     | Silvano Pivotto    |
|    | Italia (bandiera) | A     | Francesco Caruso   |
|    | Italia (bandiera) | A     | Nicola D'Ottavio   |
|    | Italia (bandiera) | A     | Oscar Tacchi       |
|    | Italia (bandiera) | A     | Guido Ugolotti     |

## Calciomercato

### Sessione estiva
| Acquisti         | Acquisti         | Acquisti  | Acquisti      |
| R.               | Nome             | da        | Modalità      |
| ---------------- | ---------------- | --------- | ------------- |
| P                | Sandro Di Vicoli | Avezzano  | definitivo    |
| D                | Angelo Trevisan  | Triestina | definitivo    |
| C                | Mario Donatelli  | Triestina | definitivo    |
| C                | Mario Goretti    | Perugia   | riscatto      |
| A                | Guido Ugolotti   | Roma      | definitivo    |
| Altre operazioni |                  |           |               |
| R.               | Nome             | da        | Modalità      |
| C                | Michele Tomasino | Avezzano  | fine prestito |

| Cessioni         | Cessioni           | Cessioni    | Cessioni   |
| R.               | Nome               | a           | Modalità   |
| ---------------- | ------------------ | ----------- | ---------- |
| P                | Pietro Tomei       | Potenza     | definitivo |
| D                | Stefano Calcagni   | Francavilla | definitivo |
| D                | Gilberto Mancini   | Messina     | definitivo |
| D                | Marcello Nicolucci | Cosenza     | definitivo |
| C                | Guido Biondi       | Cagliari    | definitivo |
| C                | Luigi Marchetti    | Casoria     | definitivo |
| A                | Ubaldo Biagetti    | Rimini      | definitivo |
| Altre operazioni |                    |             |            |
| R.               | Nome               | a           | Modalità   |
| C                | Michele Tomasino   | Potenza     | prestito   |

### Sessione autunnale
| Acquisti | Acquisti | Acquisti | Acquisti |
| R.       | Nome     | da       | Modalità |
| -------- | -------- | -------- | -------- |

| Cessioni | Cessioni         | Cessioni | Cessioni   |
| R.       | Nome             | a        | Modalità   |
| -------- | ---------------- | -------- | ---------- |
| A        | Gilberto Mancini | Messina  | definitivo |

## Risultati

### Coppa Italia

#### Fase a gironi
| Arbitro: | Tubertini (Bologna) |

|              |           |  |
| Fontolan 82’ | Marcatori |  |

| Arbitro: | Vitali (Bologna) |

|                  |           |           |
| Piras 27’ (aut.) | Marcatori | 42’ Uribe |

| Arbitro: | Boschi (Parma) |

|                          |           |                         |
| Tacchi 11’ Donatelli 74’ | Marcatori | 31’ Del Nero 40’ Araldi |

| Reggio Emilia 31 agosto 1983, ore 20:45 CEST 4ª giornata | Reggiana       | 0 – 0 referto | Campobasso | Stadio Mirabello\| Arbitro: \| Luci (Firenze) \| |
| Arbitro:                                                 | Luci (Firenze) |               |            |                                                  |

| Arbitro: | De Marchi (Novara) |

|                       |           |             |
| Maragliulo 63’ (rig.) | Marcatori | 67’ Bilardi |

## Statistiche

### Statistiche di squadra
| Competizione | Punti | In casa | In casa | In casa | In casa | In casa | In casa | In trasferta | In trasferta | In trasferta | In trasferta | In trasferta | In trasferta | Totale | Totale | Totale | Totale | Totale | Totale | DR |
| Competizione | Punti | G       | V       | N       | P       | Gf      | Gs      | G            | V            | N            | P            | Gf           | Gs           | G      | V      | N      | P      | Gf     | Gs     | DR |
| ------------ | ----- | ------- | ------- | ------- | ------- | ------- | ------- | ------------ | ------------ | ------------ | ------------ | ------------ | ------------ | ------ | ------ | ------ | ------ | ------ | ------ | -- |
| Serie B      | 40    | 19      | 12      | 7       | 0       | 26      | 9       | 19           | 1            | 7            | 11           | 5            | 22           | 38     | 13     | 14     | 11     | 31     | 31     | 0  |
| Coppa Italia | 4     | 3       | 0       | 3       | 0       | 4       | 4       | 2            | 0            | 1            | 1            | 0            | 1            | 5      | 0      | 4      | 1      | 4      | 5      | -1 |
| Totale       |       | 22      | 12      | 10      | 0       | 30      | 13      | 21           | 1            | 8            | 12           | 5            | 23           | 43     | 13     | 18     | 12     | 35     | 36     | -1 |

### Andamento in campionato
| Giornata  | 1 | 2 | 3 | 4 | 5 | 6 | 7 | 8 | 9 | 10 | 11 | 12 | 13 | 14 | 15 | 16 | 17 | 18 | 19 | 20 | 21 | 22 | 23 | 24 | 25 | 26 | 27 | 28 | 29 | 30 | 31 | 32 | 33 | 34 | 35 | 36 | 37 | 38 |
| --------- | - | - | - | - | - | - | - | - | - | -- | -- | -- | -- | -- | -- | -- | -- | -- | -- | -- | -- | -- | -- | -- | -- | -- | -- | -- | -- | -- | -- | -- | -- | -- | -- | -- | -- | -- |
| Luogo     | C | T | C | T | T | C | T | C | C | T  | C  | T  | C  | T  | C  | T  | C  | T  | C  | T  | C  | T  | C  | C  | T  | C  | T  | T  | T  | T  | C  | T  | C  | T  | C  | T  | C  | T  |
| Risultato | V | N | V | N | P | V | N | V | V | V  | V  | P  | N  | P  | V  | N  | N  | P  | N  | P  | N  | N  | N  | V  | N  | V  | P  | P  | N  | P  | V  | P  | V  | P  | N  | P  | V  | N  |
| Posizione | 1 | 1 | 1 | 2 | 5 | 2 | 2 | 2 | 2 | 1  | 1  | 1  | 1  | 2  | 1  | 2  | 2  | 4  | 4  | 5  | 5  | 4  | 4  | 4  | 4  | 4  | 4  | 4  | 4  | 7  | 5  | 6  | 5  | 6  | 6  | 7  | 7  | 7  |

Fonte: Calcio serie A
Legenda:

Luogo: N = Campo neutro; C = Casa; T = Trasferta. Risultato: V = Vittoria; N = Pareggio; S = Sconfitta.
- = Turno di riposo.

### Statistiche dei giocatori
| Giocatore       | Serie B  | Serie B | Serie B     | Serie B    | Coppa Italia | Coppa Italia | Coppa Italia | Coppa Italia | Totale   | Totale | Totale      | Totale     |
| Giocatore       | Presenze | Reti    | Ammonizioni | Espulsioni | Presenze     | Reti         | Ammonizioni  | Espulsioni   | Presenze | Reti   | Ammonizioni | Espulsioni |
| --------------- | -------- | ------- | ----------- | ---------- | ------------ | ------------ | ------------ | ------------ | -------- | ------ | ----------- | ---------- |
| A. Bartolomeo   | 0        | 0       | ?           | ?          | 0            | 0            | ?            | ?            | 0        | 0      | ?           | ?          |
| F. Caruso       | 1        | 0       | ?           | ?          | 0            | 0            | ?            | ?            | 1        | 0      | ?           | ?          |
| W. Ciappi       | 36       | -28     | ?           | ?          | 5            | -3           | ?            | ?            | 41       | -31    | ?           | ?          |
| L. Ciarlantini  | 33       | 3       | ?           | ?          | 3            | 0            | ?            | ?            | 36       | 3      | ?           | ?          |
| N. D'Ottavio    | 32       | 6       | ?           | ?          | 3            | 0            | ?            | ?            | 35       | 6      | ?           | ?          |
| R. Di Risio     | 32       | 1       | ?           | ?          | 4            | 0            | ?            | ?            | 36       | 1      | ?           | ?          |
| S. Di Vicoli    | 3        | -3      | ?           | ?          | 2            | -2           | ?            | ?            | 5        | -5     | ?           | ?          |
| G. Donatelli    | 21       | 0       | ?           | ?          | 2            | 0            | ?            | ?            | 23       | 0      | ?           | ?          |
| M. Donatelli    | 4        | 0       | ?           | ?          | 2            | 1            | ?            | ?            | 6        | 1      | ?           | ?          |
| L. Evangelisti  | 1        | 0       | ?           | ?          | 1            | 0            | ?            | ?            | 2        | 0      | ?           | ?          |
| M. Goretti      | 35       | 1       | ?           | ?          | 4            | 0            | ?            | ?            | 39       | 1      | ?           | ?          |
| M. Maestripieri | 36       | 3       | ?           | ?          | 4            | 0            | ?            | ?            | 40       | 3      | ?           | ?          |
| G. Mancini      | 3        | 0       | ?           | ?          | 5            | 0            | ?            | ?            | 8        | 0      | ?           | ?          |
| P. Maragliulo   | 32       | 4       | ?           | ?          | 4            | 1            | ?            | ?            | 36       | 5      | ?           | ?          |
| V. Nunziata     | 0        | -0      | ?           | ?          | 0            | -0           | ?            | ?            | 0        | -0     | ?           | ?          |
| C. Parpiglia    | 26       | 0       | ?           | ?          | 2            | 0            | ?            | ?            | 28       | 0      | ?           | ?          |
| S. Pivotto      | 29       | 0       | ?           | ?          | 5            | 0            | ?            | ?            | 34       | 0      | ?           | ?          |
| D. Progna       | 38       | 0       | ?           | ?          | 4            | 0            | ?            | ?            | 42       | 0      | ?           | ?          |
| M. Scorrano     | 28       | 1       | ?           | ?          | 4            | 0            | ?            | ?            | 32       | 1      | ?           | ?          |
| O. Tacchi       | 37       | 8       | ?           | ?          | 4            | 1            | ?            | ?            | 41       | 9      | ?           | ?          |
| A. Trevisan     | 29       | 1       | ?           | ?          | 5            | 0            | ?            | ?            | 34       | 1      | ?           | ?          |
| G. Ugolotti     | 22       | 3       | ?           | ?          | 5            | 0            | ?            | ?            | 27       | 3      | ?           | ?          |